# Dolina Sanki

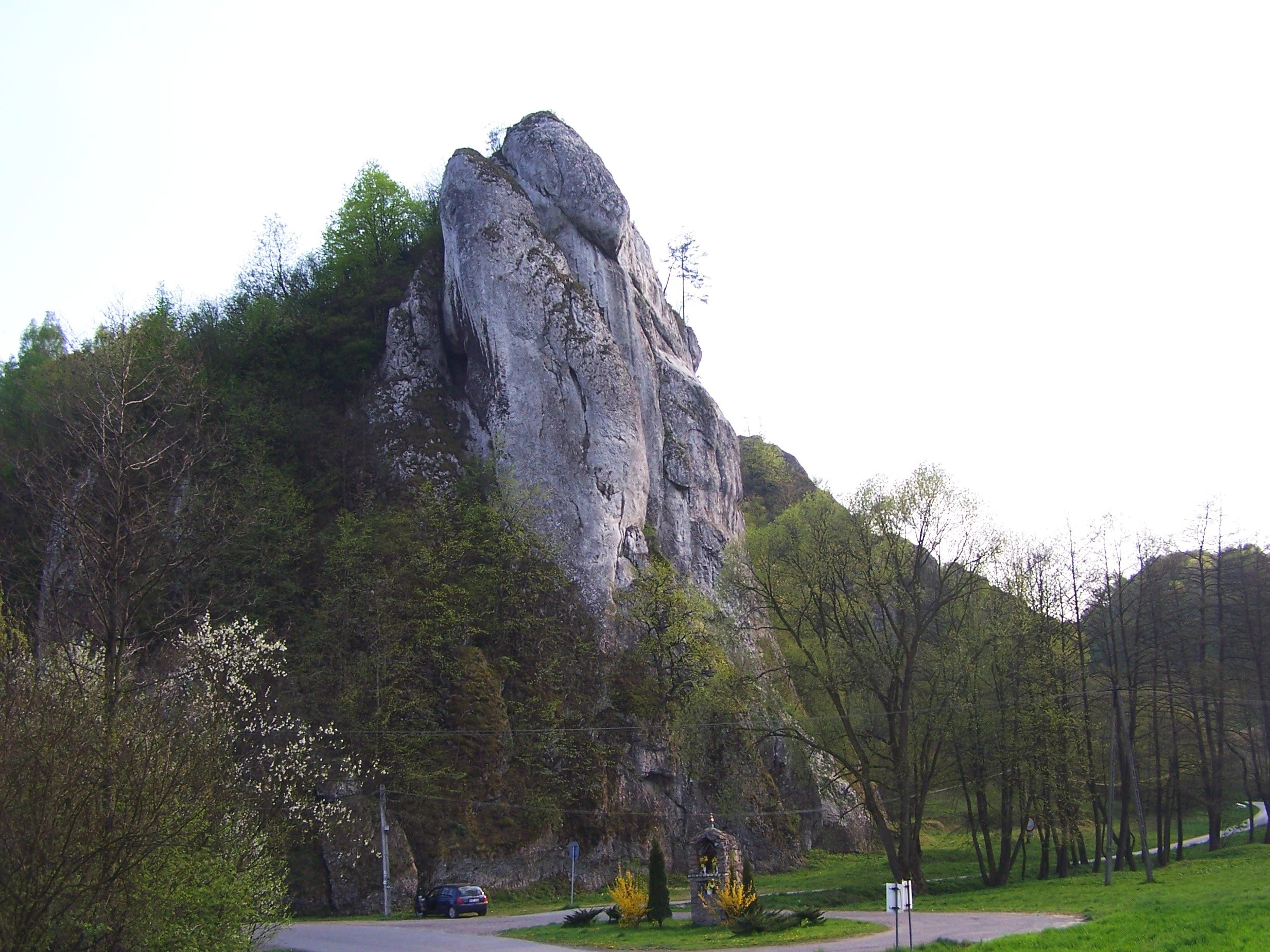
Skały u wylotu wąwozu Zimny Dół

Dolina Sanki – dolina rzeki Sanki na Wyżynie Krakowsko-Częstochowskiej. Jest najdłuższą doliną na obszarze Garbu Tenczyńskiego – ok. 5 km.
Zbocza są w dużym stopniu porośnięte lasem, ale wśród drzew prześwitują skały wapienne. Miejscami zbocza tworzą stromo podcięte ściany. W górnej części doliny znajduje się jej boczne odgałęzienie – będący rezerwatem przyrody mroczny wąwóz zwany Zimnym Dołem z rezerwatem przyrody Zimny Dół. U jego ujścia do Doliny Sanki piętrzą się pionowe ściany skalne. Po przeciwnej stronie, na Zamczysku, odkryto resztki wczesnośredniowiecznego grodziska. Poniżej – wąwóz Półrzeczki ze stromymi ścianami skalnymi, na których uprawiana jest wspinaczka skałkowa, z dwoma jaskiniami i kilkoma grotami.

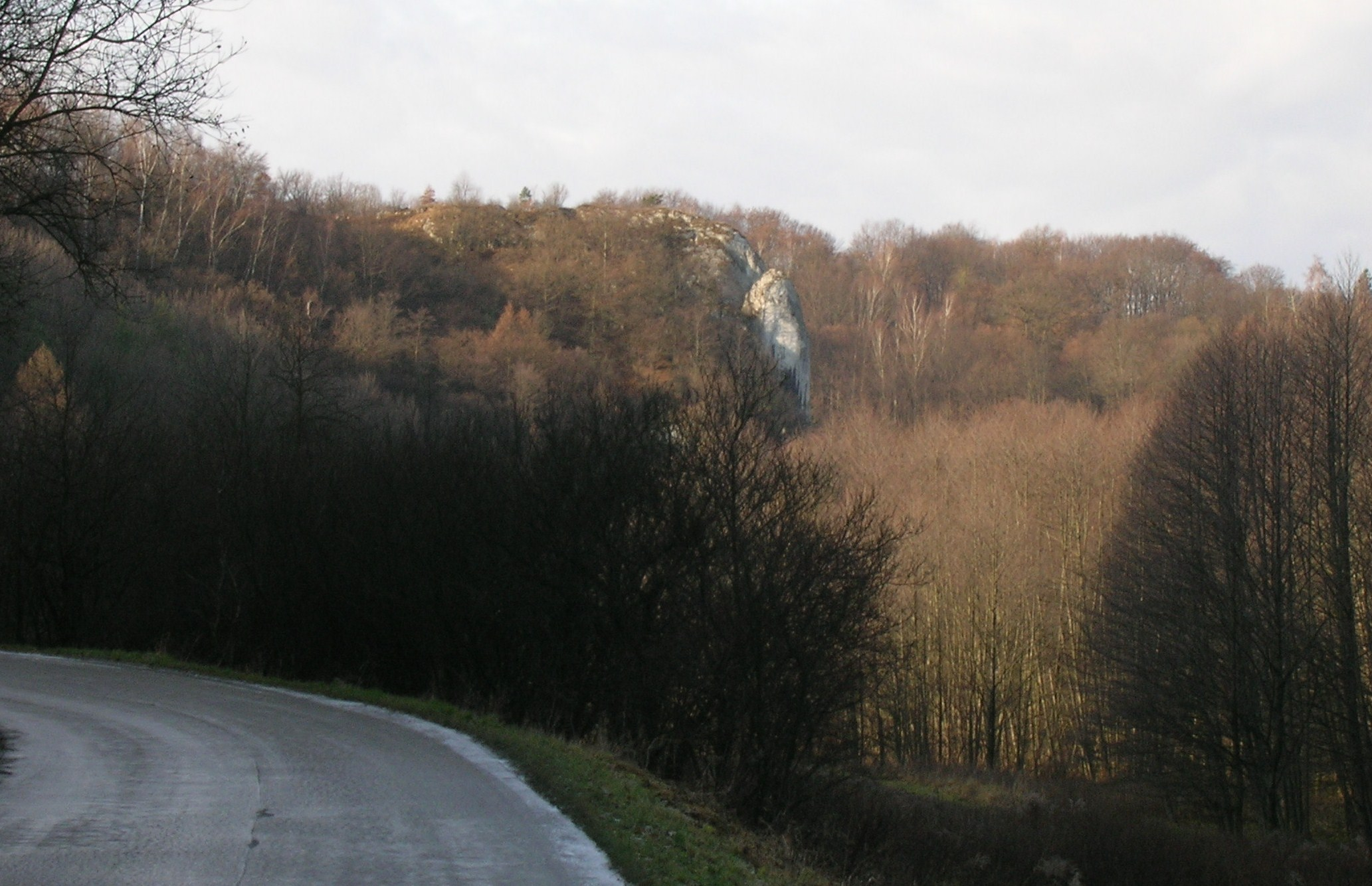
Dolina Sanki

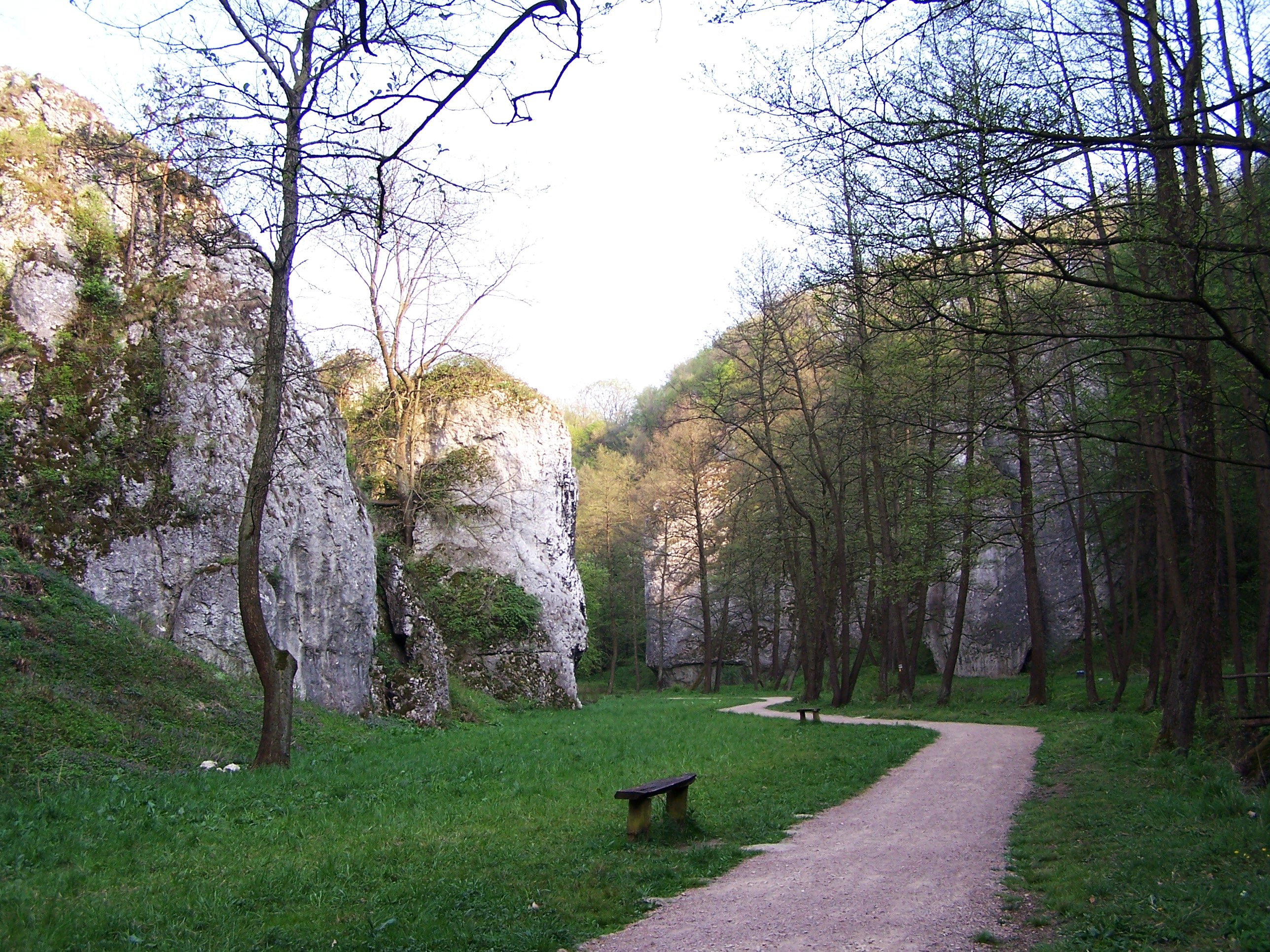
Dolina Mnikowska

Najpiękniejszy odcinek w okolicach Mnikowa, zwany Doliną Mnikowską, jest chroniony w ramach rezerwatu przyrody. Dolina tworzy tam wąski wąwóz, wcięty głęboko w skały wapienne o fantastycznych kształtach.

## Szlak rowerowy
– od skrzyżowania drogi w Baczynie przez Dolinę Sanki, Mników. Jest to fragment długodystansowego szlaku „Grenway”.
 – z Krzeszowic przez Miękinię, Dolinę Kamienic, Wolę Filipowską, Puszczę Dulowską, Las Orley, rezerwat przyrody Dolina Potoku Rudno, Sankę, Dolinę Sanki i Niedźwiedzią Górę do Krzeszowic.